# Фалопио
Фало̀пио (на италиански: Faloppio; на ломбардски: Falopp, Фалоп) е община в Северна Италия, провинция Комо, регион Ломбардия. Административен център е село Гаджино (на италиански: Gaggino), което е разположено на 376 m надморска височина. Населението на общината е 4747 души (към 2017 г.).